# Philippe Baudoin
 (juin 2020).
Si vous disposez d'ouvrages ou d'articles de référence ou si vous connaissez des sites web de qualité traitant du thème abordé ici, merci de compléter l'article en donnant les références utiles à sa vérifiabilité et en les liant à la section « Notes et références ».
Pour les articles homonymes, voir Baudoin.
Philippe Baudoin est un pianiste, compositeur, arrangeur, enseignant, auteur d'ouvrages pédagogiques, producteur de disques et d'émissions radiophoniques et collectionneur français né le 14 février 1941 à Alger.

## Biographie
Né d'une mère chanteuse classique et d'un père comédien, il s'installe en 1962 à Paris et devient pianiste professionnel au cours de l'année 1966.
Il joue à ses débuts avec différentes formations telles que les Jazz O'Maniacs tout en accompagnant des musiciens tels qu'Annie Fratellini, Bill Coleman ou encore Benny Waters de 1971 à 1973. Il co-fonde ensuite en 1976 l'Anachronic Jazz Band, grâce auquel il obtient le prix Sidney Bechet de l'Académie du Jazz en 1978.
Il intègre ensuite d'autres groupes tels que le Happy Feet Quintet, le septet de François Biensan, le High Society Jazz Band, le Roaring Twenties Orchestra ou encore l'Irakli Jazz Four.
Au cours de sa longue carrière, il s'est produit notamment avec Catherine Russell, Cécile McLorin-Salvant, Mezz Mezzrow, Sam Woodyard, Benny Carter, Doc Cheatham, Jo Jones, Illinois Jacquet, Alan Dawson, Cat Anderson, Al Grey, Vic Dickenson, Buddy Tate, Al Levitt, Slam Stewart, Max Kaminski, Jimmy Forrest, Guy Lafitte, Claude Luter, Raymond Fonsèque, Maxim Saury, Stéphane Grappelli, Jean-François Bonnel, ou encore Pierre Michelot.

## Musicologue
À côté de ses activités de musicien, Philippe Baudoin mène plusieurs séries de travaux théoriques sur le jazz, ce qui lui permet de donner des conférences, d'intervenir fréquemment sur France Culture ou encore d'être chargé de cours d'histoire et techniques du jazz à la Sorbonne de 1990 à 2005. Il enseigne également le piano, l'harmonie et l'analyse dans différents conservatoires et écoles de la région parisienne.
Il est l'auteur d'une Anthologie des grilles de jazz bien connue de tous les improvisateurs mais aussi d'ouvrages tels que Le Jazz mode d'emploi vol. 1 et vol. 2, ainsi qu'une Chronologie du jazz.